# لبانة (اسم)
لبانة هو اسم علم مؤنث من أصل عربي، ومعناه هو اسم مصغر، وهو الحاجة الكامنة في الصدر، أو معناه: الحاجة من همَّةٍ لا من فاقةٍ؛ يقال: «قضيتُ لبانتي» أي حاجتي، أو هي واحدة اللبان وهو شجر الصنوبر.

## شخصيات تحمل الاسم
- لبانة مشوح (سياسية سورية، 1955 –)

## وصلات خارجية
- موسوعة السلطان قابوس لأسماء العرب نسخة محفوظة 5 أبريل 2019 على موقع واي باك مشين.